# Kanada na Letnich Igrzyskach Olimpijskich 1960
Kanadę na Letnich Igrzyskach Olimpijskich 1960 reprezentowało 85 zawodników (74 mężczyzn, 11 kobiet). Reprezentanci Kanady zdobyli 1 srebrny medal na tych igrzyskach.

## Zdobyte medale
| Medal  | Zawodnik | Dyscyplina sportowa | Konkurencja |
| ------ | --- | ------------------- | ----------- |
| Srebro | David Anderson, Donald Arnold, Sohen Biln, Walter D’Hondt, Nelson Kuhn, John Lecky, Archie MacKinnon, Bill McKerlich, Glen Mervyn | wioślarstwo         | (ósemka)    |